# Екс ла Фајет
Екс ла Фајет (фр. Aix-la-Fayette) насеље је и општина у централној Француској у региону Оверња, у департману Пиј де Дом која припада префектури Амбер.
По подацима из 2011. године у општини је живело 71 становника, а густина насељености је износила 7,7 становника/km². Општина се простире на површини од 13,00 km². Налази се на средњој надморској висини од 938 метара (максималној 1.109 m, а минималној 842 m).

## Демографија
| 1962. | 1968. | 1975. | 1982. | 1990. | 1999. | 2011. |
| ----- | ----- | ----- | ----- | ----- | ----- | ----- |
| 207   | 170   | 146   | 116   | 91    | 100   | 71    |

График промене броја становника у току последњих година